# Salón del Automóvil de París 2010

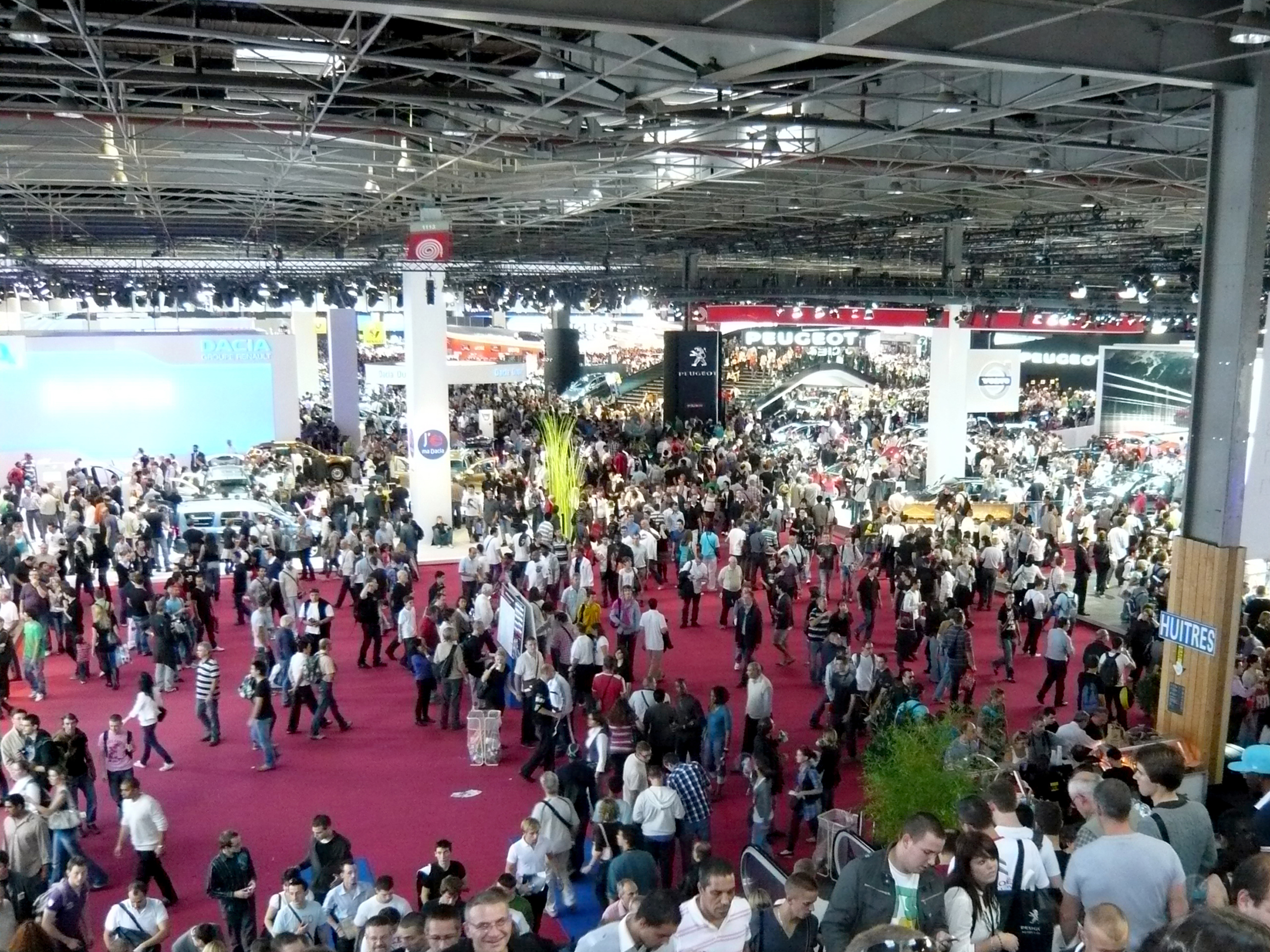
Vista general del salón.

El Salón del Automóvil de París 2010 tuvo lugar del 2 de octubre al 17 de octubre de 2010, en Francia, París.
Como en cada edición, una exposición especial se organiza en una de las salas de exposición, llamada Incroyable Collection  (Colección Increíble), esta colección incluye vehículos y colecciones de los museos de automóviles de todo el mundo.

## Introducción

### Modelos en producción
| - Audi A7 - Audi R8 Spyder - Bentley Continental GT - BMW X3 - Chevrolet Aveo - Chevrolet Captiva - Chevrolet Cruze Hatchback - Chevrolet Orlando - Citroën C4 II - Citroën C5 - Citroën DS4 - Ferrari 599 GTO - Ferrari 599 SA Aperta - Ford Focus ST - Ford Mondeo ECOnetic - Honda Jazz Hybrid - Hyundai Genesis Coupe - Hyundai i10 - Hyundai ix20 - Jeep Grand Cherokee - Lexus IS - Lotus Evora S - Lotus Evora IPS - Maserati GranTurismo MC Stradale | - Mastretta MXT - Mazda 2 - Mercedes-Benz Clase A eléctrico - Mercedes-Benz Clase CLS - Nissan GT-R - Nissan X-Trail - Opel Astra - Peugeot 3008 híbrido - Peugeot 508 - Porsche 911 Carrera GTS - Porsche 911 Speedster - Range Rover Evoque - Renault Espace - Renault Laguna - Renault Latitude - Renault Twizy - Saab 9-3 SportWagon - Suzuki Swift - Toyota Ractis - Toyota Verso-S - Venturi Fétish II - Volkswagen Passat - Volvo S60 R-Design - Volvo V60 |

### Prototipos
| - Audi e-Tron Spyder - Audi quattro - BMW 6 Series - Citroën Lacoste - Exagon Furtive e-GT - Hyundai ix35 (diésel-híbrido) - Infiniti G - Jaguar C-X75 - Kia Pop EV - Lamborghini Sesto Elemento - Lotus CityCar - Lotus Elise - Lotus Elite - Lotus Esprit | - Lotus Eterne - Mazda Shinari - Nissan Townpod - Opel GTC Paris - Peugeot HR1 - Peugeot EX1 - Renault Zoe - Renault DeZir - Saab ePower - SEAT IBE - Toyota FT-CH - Venturi America - Volvo C30 DRIVe Electric |

## Exhibidores
| - Abarth - Alfa Romeo - Aixam Mega - Audi - Bentley - Bi-Scot - BMW - Cadillac - Chatenet Automobiles - Chevrolet - Chrysler - Citroën - Comarth - Courb - CT&T United - Dacia - Eco & Mobilité - Ecomobilys - Eon Motors - Exagon - Ferrari - Fiat - Fisker - Ford - GEF Motors - Grecav - Heuliez - Honda - Hyundai - Infiniti - Isuzu - Jaguar - Jeep - Kia - Lamborghini - Lancia | - Land Rover - Lexus - Ligier - Lumeneo - Mam Strager - Maserati - Mastretta - Matra - Maybach - Mazda - Mega - Mercedes-Benz - Microcar - Mini - Mitsubishi - Nissan - Think - Opel - Peugeot - Pininfarina Bollore - Porsche - Renault - Rolls Royce - Saab - Seat - Škoda Auto - Smart - Suzuki - Tazzari - Tesla Motors - Toyota - Venturi - Volkswagen - Volvo |